# Постаноговское сельское поселение
Постаноговское се́льское поселе́ние — муниципальное образование в Нытвенском районе Пермского края Российской Федерации.
Административный центр — деревня Постаноги.

## История
Статус и границы сельского поселения установлены Законом Пермской области от 10 ноября 2004 года № 1738-356 «Об утверждении границ и о наделении статусом муниципальных образований Нытвенского района Пермской области»

## Население
| 2010 | 2012 | 2013 | 2014 | 2015 | 2016 | 2017 |
| ---- | ---- | ---- | ---- | ---- | ---- | ---- |
| 881  | ↘862 | ↘841 | ↗851 | ↘850 | ↘834 | ↘816 |
| 2018 | 2019 |      |      |      |      |      |
| ↘803 | ↘794 |      |      |      |      |      |

## Состав сельского поселения
| №  | Населённый пункт | Тип населённого пункта          | Население |
| -- | ---------------- | ------------------------------- | --------- |
| 1  | Агапово          | деревня                         | 13        |
| 2  | Азовские         | деревня                         | 3         |
| 3  | Антоново         | деревня                         | 2         |
| 4  | Большие Шаврята  | деревня                         | 0         |
| 5  | Деменево         | деревня                         | 3         |
| 6  | Дудино           | деревня                         | 2         |
| 7  | Ерофеево         | деревня                         | 2         |
| 8  | Заполье          | деревня                         | 335       |
| 9  | Зенки            | деревня                         | 92        |
| 10 | Ковриги          | деревня                         | 1         |
| 11 | Куликово         | деревня                         | 0         |
| 12 | Лузино           | село                            | 66        |
| 13 | Ольховка         | деревня                         | 1         |
| 14 | Постаноги        | деревня, административный центр | 354       |
| 15 | Трошина          | деревня                         | 5         |
| 16 | Шевырята         | деревня                         | 0         |
| 17 | Шилоносово       | деревня                         | 2         |